# Vånga socken, Östergötland
Vånga socken i Östergötland ingick i Finspånga läns härad, ingår sedan 1971 i Norrköpings kommun och motsvarar från 2016 Vånga distrikt.
Socknens areal är 158,23 kvadratkilometer, varav 142,17 land. År 2000 fanns här 1 378 invånare. Slottet Grensholm samt tätorten Vånga med sockenkyrkan Vånga kyrka ligger i denna socken. 

## Administrativ historik
Vånga socken har medeltida ursprung. Det fanns ett bergslag på 1500-talet.
Grensholmen med underlydande överfördes genom Kunglig resolution per 24 oktober 1821 till Vånga socken från Östra Skrukeby socken.
Vid kommunreformen 1862 övergick socknens ansvar för de kyrkliga frågorna till Vånga församling och för de borgerliga frågorna till Vånga landskommun. Landskommunen inkorporerades 1952 i Skärblacka landskommun och ingår sedan 1971 i Norrköpings kommun.  Församlingen uppgick 2010 i Norrköpings Borgs församling.
1 januari 2016 inrättades distriktet Vånga, med samma omfattning som församlingen hade 1999/2000.  
Socknen har tillhört samma fögderier och domsagor som Finspånga läns härad.

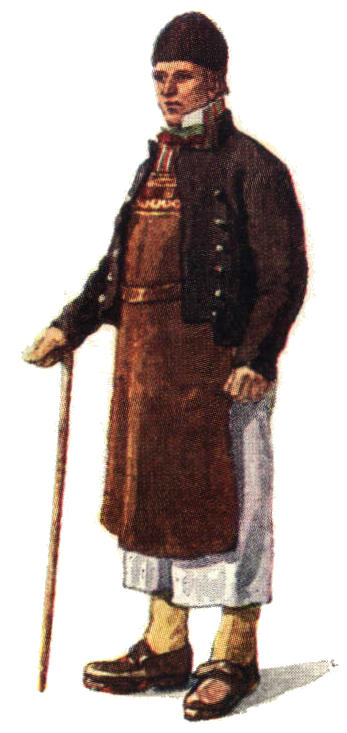
Vångadräkten från Vånga

## Geografi
Vånga socken ligger väster om Norrköping mellan sjöarna Roxen och Glan. Socknen är en kuperad skogsbygd i norr och väster och uppodlad slättbygd i sydost mellan sjöarna.

## Fornlämningar
Kända från socknen är gravrösen från bronsåldern, fem gravfält och fyra till sex fornborgar från järnåldern.

## Namnet
Namnet (1393 Wanga) kommer troligen från kyrkbyn. Namnet är en pluralform av vång, 'en bys/hemmans inhägnade ägor i motsats till utmarken; gärde; skifte; hage'.

### Fotnoter
1. 1 2  Svensk Uppslagsbok andra upplagan 1947–1955: Vånga socken
2. 1 2  Harlén, Hans; Harlén Eivy (2003). Sverige från A till Ö: geografisk-historisk uppslagsbok. Stockholm: Kommentus. Libris 9337075. ISBN 91-7345-139-8
3. ↑  Nordisk familjebok 1908 Finspång
4. ↑  ”Församlingar”. Statistiska centralbyrån. https://www.scb.se/hitta-statistik/regional-statistik-och-kartor/regionala-indelningar/forsamlingar/. Läst 30 december 2022.
5. ↑  Administrativ historik för Vånga socken (Klicka på församlingsposten). Källa: Nationella arkivdatabasen, Riksarkivet.
6. 1 2  Sjögren, Otto (1931). Sverige geografisk beskrivning del 2 Östergötlands, Jönköpings, Kronobergs, Kalmar och Gotlands län. Stockholm: Wahlström & Widstrand. Libris 9939
7. 1 2  Nationalencyklopedin
8. ↑  Fornlämningar, Statens historiska museum: Vånga socken, Östergötland
9. ↑  Fornminnesregistret, Riksantikvarieämbetet: Vånga socken, Östergötland Fornminnen i socknen erhålls på kartan genom att skriva in sockennamn (utan "socken") i "Ange geografiskt område"
10. ↑  Mats Wahlberg, red (2003). Svenskt ortnamnslexikon. Uppsala: Institutet för språk och folkminnen. Libris 8998039. ISBN 91-7229-020-X. https://isof.diva-portal.org/smash/get/diva2:1175717/FULLTEXT02.pdf